# Пластифікатор
Пластифіка́тори (желатинізатори, пом'якшувальні засоби) (англ. plasticizers) — нелеткі органічні розчинники, що створюють з використовуваним матеріалом гелі (драглі).
Низькомолекулярна органічна речовина, додавання якої до полімера надає йому пластичності, розширює діапазон еластичного стану, понижуючи температури крихкості, склування, плинності, тобто міняє механічні властивості, покращує морозотривкість, але погіршує теплотривкість. За хімічною будовою — це естери фосфорної, фталевої, адипінової, себацинової кислот, епоксидовані високомолекулярні ненасичені кислоти й природні масла, гетероланцюгові поліестери.

## Загальна характеристика
Пластифікатори — речовини, які вводять до складу полімерних матеріалів, суспензій для надання їм пластичності, еластичності, зниження в'язкості.
До пластифікаторів належать ефіри фталевої кислоти, складні ефіри фосфорної кислоти, різні оливи.
Існує кілька методів пластифікації:
Зовнішня (первинна) пластифікація — пластифікація речовинами, які хімічно зв'язуються з полімером і можуть вилучатися шляхом випаровування, екстракції і т. д.
Внутрішня (вторинна) пластифікація — пластифікація речовинами, які хімічно зв'язуються з полімером, в результаті чого властивості пластифікованих матеріалів стабільні в часі.
Зовнішня пластифікація, в свою чергу, ділиться на структурну і молекулярну. Молекулярний пластифікатор — пластифікатор першого роду — термодинамічно сумісний з полімером і діє подібно розчиннику. Структурний пластифікатор — пластифікатор другого роду — термодинамічно несумісний з полімером і діє на рівні великих надмолекулярних структур.

## Застосування
Пластифікатори застосовують для зниження температури, розм'якшення (оскляння) високополімерів, підвищення їх гнучкості і морозостійкості. Пластифікатори застосовують головним чином у виробництві пластиків, гум і штучних шкір, в лакофарбових покриттях.
Крім того, пластифікатори полегшують диспергування інґредієнтів, надають потрібних технологічних властивостей матеріалам, наприклад, бітумним зв'язуючим речовинам при брикетуванні вугілля, висококонцентрованим водовугільним суспензіям (ВВВС), цементним розчинам тощо.

## Термодинамічний аспект пластификації
Система «полімер — пластифікатор» розглядається в термодинаміці як система «полімер — розчинник», в якій пластифікатор грає роль розчинника, що відрізняється головним чином меншою леткістю.
Сумісність полімеру з пластифікатором залежить від багатьох факторів, серед яких природа полімеру і пластифікатора, їх співвідношення в суміші, температура, тиск, присутність сторонніх речовин і ін.
Найбільш наочно про сумісність можна судити по діаграмах фазового стану в координатах «температура — склад».
Це діаграми з верхньою критичною температурою розчинення (ВКТР). При температурах Т> Ткр при будь-якому складі суміші полімер і
пластифікатор утворюють однофазний стійкий розчин. При температурах Т <Ткр в певній області складів суміш розпадається на дві фази, одна з яких являє собою практично чистий пластифікатор, інша — концентрований розчин полімеру в пластификаторі.
Фазові діаграми мають велике практичне значення, тому що дозволяють при будь-якій температурі і будь-якому складі суміші визначити чи буде утворюватися стійка система чи станеться фазовий поділ. Поділ може проявитися через «випотівання» крапель пластифікатора на поверхні полімеру, помутніння матеріалу. А якщо пластифікатор кристаллизуюється, то і в його викристалізації і руйнуванні матеріалу.

## Вибір пластифікаторів
Вибір П. у кожному випадку здійснюється практично індивідуально в залежності від фізико-хімічних властивостей твердої і рідкої фаз. Наприклад, для стабілізації ВВВС слід застосовувати ПАР, гідрофобна частина яких представлена вуглеводневими радикалами лінійної будови чи ароматичними сполуками з плоскими молекулами (похідні бензолу, нафталіну), а гідрофільна частина — групами NH2, -OH, -COOH, -SO3H. Такі сполуки — алкіламіногумінові кислоти — доцільно одержувати з вугілля.